# Neumühlebach (Bühler)
Der Neumühlebach ist ein mit dem längsten Oberlauf etwa 2,5 km langer Bach auf der Gemarkung des Abtsgmünder Teilortes Pommertsweiler im Ostalbkreis im nordöstlichen Baden-Württemberg, der bei der Neumühle von links und Südwesten im Stahlweiher in die obere Bühler mündet. Der Name seines rechten Hauptoberlaufs Stahlbach wird teilweise auch für den gesamten Bachlauf verwendet.

## Geographie
Der Neumühlebach entsteht am Ostrand der Rodungsinsel um den Abtsgmünd-Pommertsweiler Weiler Hinterbüchelberg auf etwa 449 m ü. NHN aus dem Zusammenfluss seiner am Nordostfuß des Büchelberger Grates entstehenden zwei Quellbäche.

### Quellbäche

#### Stahlbach
Dieser rechte Hauptstrang-Oberlauf entspringt wenig nördlich des Weilers Straßdorf neben der Kreisstraße K 3244, welche von dort nach Hinterbüchelberg verläuft, auf etwa 469 m ü. NHN. Anfangs läuft er neben dieser her und entwässert eine Kette kleiner Teiche, dann wendet er sich dem Rand des Wolfshölzles am Ostufer entlang nach Nordosten und zieht im Inneren des Waldsaums bis zum Zusammenfluss mit dem anderen Quellast. Er ist 0,9 km lang und entwässert etwa 0,8 km².

#### Gerfeldbach
Der linke Oberlauf Gerfeldbach ist nur 0,6 km lang und kommt nur auf ein Teileinzugsgebiet von etwa 0,3 km². Er beginnt seinen Lauf am Südrand der größeren nördlichen Häusergruppe des Weilers Hinterbüchelberg  auf etwa 470 m ü. NHN und durchfließt sogleich einen Kleinteich. Auf der ersten Laufhälfte teilweise verdolt oder recht unscheinbar, läuft er in östliche bis nordöstliche Richtungen. 

### Verlauf
An der Spitze eines Flurkeils östlich von Hinterbüchelberg zwischen den Wäldern Wolfshölzle im Süden und Hofholz laufen die beiden Quellbäche auf knapp 449 m ü. NHN zusammen. Der dort entstehende Neumühlebach zieht dann in Mäandern durch den Wald nach Ostnordosten und wendet sich vor der Querung eines befestigten Waldweges von Hinterbüchelberg zum ebenfalls Pommertsweiler Weiler Wildenhof auf Nordostlauf. Danach fließt von rechts der etwa 1,0 km lange Höllebach aus dem Südwesten zu, ein Waldbach durchs dort rechts angrenzende Gewann Hölle und der einzige bedeutende Zufluss. Bald lichtet sich der Wald und der Neumühlebach tritt in die Verlandungszone der Südwestbucht des Stahlweigers aus, des (ehedem) 4,7 ha großen und letzten Weiher in der Kette der Hammerschmiedesees, der von der oberen Bühler durchflossen wird, in den er nach einem Lauf von – zusammen mit Stahlbach – 2,4 km Länge auf 428 m ü. NHN mündet.
Der Hauptstrang durchläuft sein Gefälle von etwa 41 Höhenmeter mit einem mittleren Sohlgefälle von etwa 17 ‰.

### Einzugsgebiet
Der Neumühlebach entwässert 2,1 km² des zum Naturraum Schwäbisch-Fränkische Waldberge zählenden Unterraums Sulzbacher Wald etwa nordostwärts zur oberen Bühler. Seine prominenteste Wasserscheide begrenzt sein Einzugsgebiet im Südwesten, sie läuft auf der schmalen Hochebene des Büchelberger Grates und trennt vom Einzugsgebiet des Kochers weit oberhalb des Zuflusses der Bühler. Hier erreicht das Gelände im Bereich des Höfenbergs eine maximale Höhe von rund 553 m ü. NHN. Hinter der linken Wasserscheide im Nordwesten läuft etwa parallel der Steinbach etwas weiter abwärts in die obere Bühler. An die rechte Grenzen bei Straßdorf grenzt erst das Einzugsgebiet des Lutstruter Bachs, weiter zur Mündung hin dann des Wildenweiherbachs, die beide oberhalb in die Bühler münden.
Das Einzugsgebiet reicht auf dem Büchelberger Grat bis hoch zum Schwarzjura, von dem eine erosionsresistente Gesteinslage den steilen Schichtstufenabfall davor entstehen ließ, der bis in den Mittelkeuper geht, in dem erst über 80 Höhenmeter unter dem höchsten Punkt die Quellbäche entstehen. Auch die Mündung liegt noch im Mittelkeuper. Rechts des einzigen größeren Zuflusses Höllebach liegt auf einem Hügelrücken vor dem Wildenweiherbach eine kleine Schichtinsel Goldshöfer Sande.
Etwas mehr als die Hälfte des Einzugsgebietes ist von Wald bedeckt. Das nordöstliche Einzugsgebiet ist fast geschlossen von einem Waldgebiet bestanden, daneben gibt es am diesseitigen Hang des Büchelberger Grates auch ein Forstgebiet an der Steilstufe. Der Fluranteil umfasst überwiegend Wiesen, doch steht die Unterkeuperstufe auf dem Büchelberger Grat unterm Pflug. Dort liegt mit dem kleinen Weiler Hohenhöfen der höchste Siedlungsplatz im Einzugsgebiet. An seinem Hang oder Fuß liegen die Weiler Straßdorf zum Teil und Hinterbüchelberg nahe den Oberlaufursprüngen ganz im Einzugsgebiet. Sonst gibt es darin keine Siedlungsplätze. Es liegt ganz in der Pommertsweiler Teilortgemarkung der Gemeinde Abtsgmünd.

### Zuflüsse und Seen
Liste der Zuflüsse und  Seen von der Quelle zur Mündung. Gewässerlänge, Seefläche und Einzugsgebiet und Höhe nach den entsprechenden Layern auf der Onlinekarte der LUBW. Andere Quellen für die Angaben sind vermerkt.
Zusammenfluss des Neumühlebachs auf knapp 449,1 m ü. NHN an der Spitze eines Flurkeils  östlich des Weilers Hinterbüchelberg  aus rechtem Stahlbach und linkem Gerfeldbach. Der Neumühlebach fließt zwischen den Waldgewannen Hofholz links und Wolfshölzle rechts in Mäandern nach Ostnordosten bis Nordosten.
- Stahlbach, rechter und südsüdwestlicher Hauptstrang-Quellast, 0,9 km und ca. 0,8 km². Entsteht auf etwa 469 m ü. NHN neben der K 3244 wenige Schritte vor einem ersten Teich wenig nördlich von Abtsgmünd-Straßdorf. Der Bach fließt zunächst nordwärts und dann mehr und mehr nordöstlich.
  -  Durchfließt auf etwa 469 m ü. NHN den genannten Teich, unter 0,1 ha.
  -  Passiert auf etwa 465–461 m ü. NHN vier Teiche rechts des Laufs Lauf am Westrand des Wolfshölzles, zusammen unter 0,2 ha.
- Gerfeldbach, linker und westsüdwestlicher Nebenstrang-Quellast, 0,6 km und ca. 0,3 km². Entsteht auf etwa 470 m ü. NHN am Südrand der nördlichen Siedlungsgruppe von Hinterbüchelberg. Abschnittsweise verdolter oder unscheinbarer Lauf.
  -  Durchfließt nach etwa 50 Metern auf über 465 m ü. NHN einen Teich, unter 0,1 ha.[LUBW 8]
- Höllebach, von rechts und Südwesten auf etwa 435 m ü. NHN kurz nach der Querung eines ausgebauten Waldwegs zwischen Hinterbüchelberg und dem Weiler Wildenhof, 1,1 km und ca. 0,4 km². Entsteht auf etwa 470 m ü. NHN an der Südwestspitze des durchlaufenen Waldgewanns Hölle zur Rodungsinsel um Straßdorf.

Mündung des Neumühlebachs von links und Südwesten auf  428 m ü. NHN beim Einzelhof Neumühle in die verlandende südwestliche Bucht des Stahlweihers im Lauf der oberen Bühler. Der Neumühlebach ist hier ab der Quelle des Stahlbachs 2,4 km lang, auf seinem Namenslauf ohne diesen Oberlauf 1,5 km, er hat ein Einzugsgebiet von 2,1 km² Fläche.

## Natur und Schutzgebiete
Der Stahlbach nach der Teichkette und der Neumühlebach laufen in einem feuchten Niederungsband und zeigen sandig-kiesiges Sediment im Bett.
Der Büchelberger Grat, sein Nordosthang und ein großer Teil des offenen Vorlandes gehören zum Landschaftsschutzgebiet Büchelberger Grat und Umgebung. Das gesamte Einzugsgebiet ist Teil des Naturparks Schwäbisch-Fränkischer Wald.

### LUBW
Amtliche Online-Gewässerkarte mit passendem Ausschnitt und den hier benutzten Layern: Lauf und Einzugsgebiet des Neumühlebachs

Allgemeiner Einstieg ohne Voreinstellungen und Layer: Daten- und Kartendienst der Landesanstalt für Umwelt Baden-Württemberg (LUBW) (Hinweise)
1. 1 2 3  Höhe nach dem Höhenlinienbild auf dem Hintergrundlayer Topographische Karte.
2. 1 2  Höhe nach schwarzer Beschriftung auf dem Hintergrundlayer Topographische Karte.
3. 1 2  Höhe nach blauer Beschriftung auf dem Hintergrundlayer Topographische Karte.
4. 1 2 3  Länge nach dem Layer Gewässernetz (AWGN).
5. 1 2  Einzugsgebiet nach dem Layer Basiseinzugsgebiet (AWGN).
6. 1 2  Seefläche nach dem Layer Stehende Gewässer.
7. ↑  Einzugsgebiet abgemessen auf dem Hintergrundlayer Topographische Karte.
8. ↑  Seefläche abgemessen auf dem Hintergrundlayer Topographische Karte.
9. ↑  Schutzgebiete nach den einschlägigen Layern, Natur teilweise nach dem Layer Biotop.

### Andere Belege
1. 1 2  Auf dem Meßtischblatt 7025 Untergröningen von 1935 in der Deutschen Fotothek wird der Neumühlebach anscheinend auf ganzer Längen Stahlbach genannt.
2. ↑  Modellierte Werte nach Abfluss-BW Gewässerknoten MQ/MNQ
3. ↑  Hansjörg Dongus: Geographische Landesaufnahme: Die naturräumlichen Einheiten auf Blatt 171 Göppingen. Bundesanstalt für Landeskunde, Bad Godesberg 1961. → Online-Karte (PDF; 4,3 MB)
4. ↑  Geologie nach: Mapserver des Landesamtes für Geologie, Rohstoffe und Bergbau (LGRB) (Hinweise)